# 光榮勳章
光榮勳章（俄语：Орден Славы）於1943年11月8日與勝利勳章同時被設立，是蘇聯在二戰時期由蘇聯最高蘇維埃主席團頒令設立的一種軍事勳章，授予「在保卫苏维埃祖国的战斗中立有战功和表现英勇顽强、无所畏惧的士兵、军士和航空兵少尉」。此勳章分為三個級別：一級、二級和三級。獲獎者須先獲得第三級的勳章，其後再次立功方可依次獲得二級和一級的勳章。荣获全部三级光荣勋章者可獲得许多优待和特权。此勳章一直頒授至蘇聯解體。在1992年時，俄羅斯政府設立了聖喬治十字勳章，以嘉許立功的士兵和军士，取代了此勳章的功能。

## 頒授情況
1943年11月8日苏联最高苏维埃主席团颁令设立光荣勋章，頒授的對象僅為中尉以下的初级军官和士兵，表彰他們在衛國戰爭中的貢獻和英勇无畏惧的行為。立功者首先將獲得第三級的勳章，其後再次立功方有機會獲頒第二級的勳章，繼續立功者則會獲頒第一級的勳章。
马雷舍夫中士是第一枚光荣勋章的获得者。他在战斗中接近并摧毁了敌军的机枪，从而阻止了进攻。他在後來的戰鬥中也在有立下功勞，成為其中一個獲頒全部三級光荣勋章的士兵。于1945年1月14日，第215近卫团第1营的士兵在維斯瓦河-奧德河攻勢中「表现出的勇敢和英雄主义」，因此全營的士兵均获得了光荣勋章，成為唯一一个全营士兵都获得光荣勋章的营級單位，此后被称为光荣营。
根據最高苏维埃主席团的相關規定，光榮勳章的獲得者將同時獲得「勳章獲得者」（或譯為「騎士」）的稱號(полный кавалер ордена Славы)。此稱號起源自沙俄時代，在十月革命後被取消。
截至1989年，三級、二級和一級光荣勋章分別頒發了997,815枚、46,473枚和2,620枚。在兩千多名獲得全部三級光荣勋章的人中，只有四人同時榮獲蘇聯英雄榮譽稱號。
光榮勳章一般佩戴在左胸，當存在其他蘇聯勳章獎章時，應配戴在榮譽勳章之後。如果佩戴了其它俄羅斯聯邦勳章或獎章，則後者具有優先權。

## 頒授條件

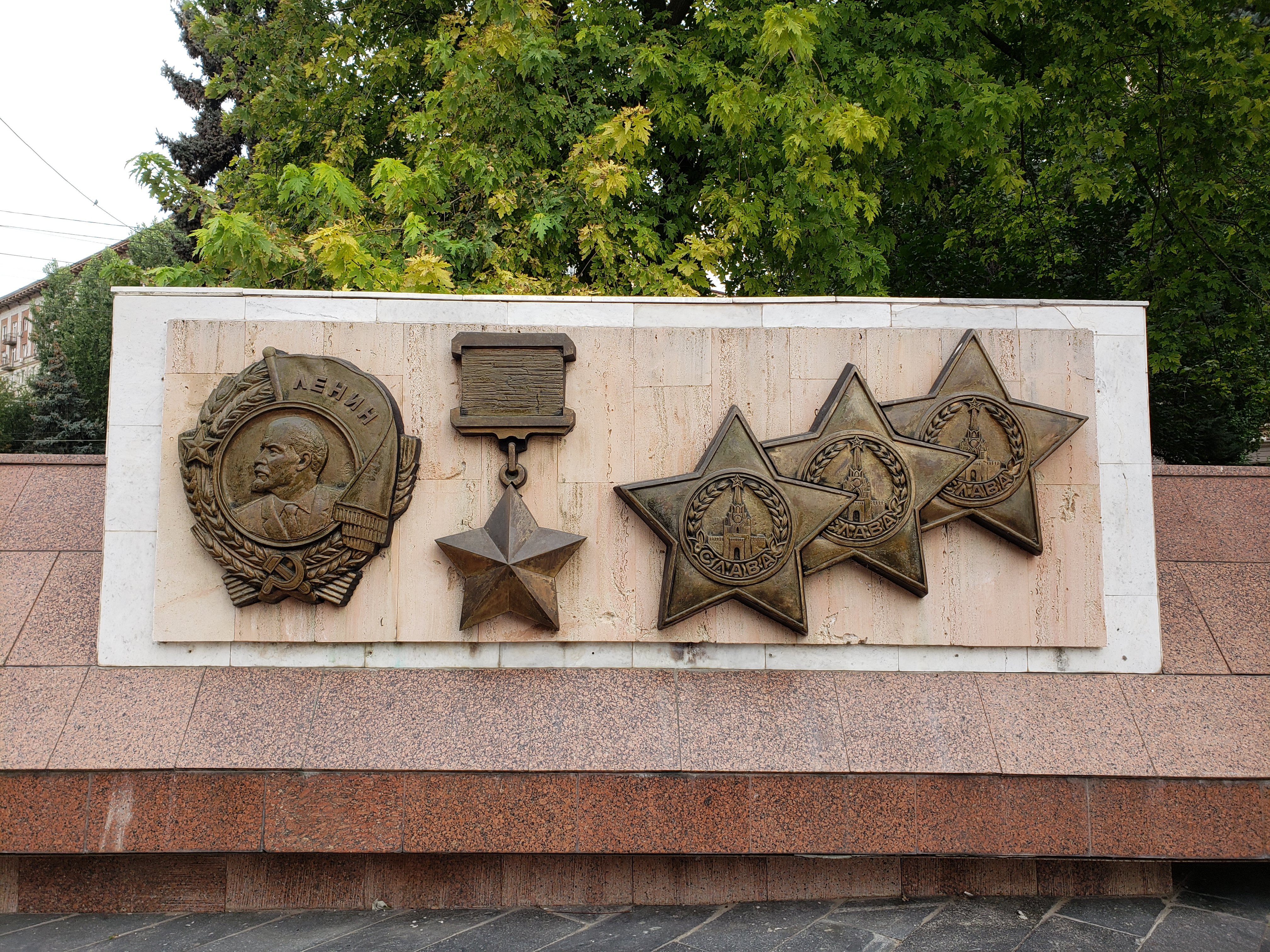
伏爾加格勒永恆火焰前英雄大道的浮雕，其中最右方展示了全部三級光榮勛章

以下為獲得光榮勳章的條件：

### 地面部隊
- 在帶領對敌軍陣地的的衝鋒時展現个人的勇气，促使共同事業的成功。
- 在坦克起火燃燒時繼續執行戰鬥任務。
- 在危險下保護軍旗免受敵軍繳獲。
- 在使用單兵武器時展現出高超枪法，消滅10至50名敌方士兵或军官。
- 在操作反坦克炮時擊毁至少兩架敌军坦克。
- 在战场上或敌后使用手榴弹摧毁敌军一至三架坦克。
- 在操作火炮或機槍時擊毁敌军三架敌机。
- 不顧危險，率先冲进了敌军碉堡、战壕或防空洞，採取果斷行動消滅敌方守軍。
- 亲自发现敵軍防線上的弱點，使我軍能突破至敌軍后方。
- 亲自俘虜敌军官。
- 在晚上移除敵軍崗哨，或發現敵軍機密。
- 憑個人智谋和勇气貼近敵軍防線，並摧毁其机枪或迫击炮。
- 在夜袭時，摧毁敵軍存放军事裝備的仓库。
- 冒着生命危险，保護身在危險中的指挥官。
- 冒着生命危险，繳獲敵軍軍旗。
- 受重伤並在接受醫療後再次回到战斗。
- 在使用單兵武器時击落一架敌机。
- 以精準的炮擊或迫击炮火力，摧毁敌军武器及防線，並确保了任务的成功。
- 在敵軍火力威脅下通过了敌军的铁丝网。
- 多次在敵軍火力威脅下抢救伤员。
- 在一个主炮出現缺陷的坦克上執行戰鬥任務。
- 在坦克破坏后繼續執行戰鬥任務。
- 在駕駛坦克時摧毁一門或以上的敌军火砲或至少两个机枪陣地。
- 在侦察敌人時搜集到有价值的情报。

### 航空兵
- 以戰鬥機飛行員的身分，擊落兩到四架敌戰鬥機，或三到六架敌轟炸機。
- 以戰鬥機飛行員的身分，發起成功的對地攻擊，摧毁以下任一目標：兩到五輛敌坦克、三到六個敌火車頭、整列火車、兩架在機場上的敵機。
- 以戰鬥機飛行員的身分，在空戰中做出英勇行為，擊落一至兩架敵機。
- 以日間轟炸機機組人員的身分，摧毁以下任一目標：火車站、調車場、橋梁、彈藥倉庫、燃料倉庫、敵軍指揮部、發電站、兩架在機場上的敵機；或擊沉敵軍船艦。
- 以日間轟炸機機組人員的身分，在空戰中做出英勇行為，擊落一至兩架敵機。
- 以夜間轟炸機機組人員的身分，摧毁以下任一目標：火車站、整列火車、橋梁、彈藥倉庫、燃料倉庫、敵軍指揮部。
- 以遠程夜間轟炸機機組人員的身分，摧毁以下任一目標：火車站、調車場、彈藥倉庫、燃料倉庫、港口設施、運輸艦、整列火車、重要工廠。
- 以侦察機機組人員的身分，在一次非常成功的侦察任務中，搜集到敵方極有价值的情报。

## 勳章樣式
光荣勋章採用五邊形綬帶，主體為對角距離46mm的五角星，中间微微凸起。中央為一个直径23.5毫米的圆框，下方圍繞着寫有俄文「光荣」（俄语：СЛАВА）字样的缎带，上方為月桂枝，中央的圖案為克林姆林宫的斯巴斯基塔。勋章背面刻有“苏联”的簡寫（俄语：СССР）。
一级光荣勋章为金质，使用28.6克黄金，重30.4克。二级光荣勋章为银质，但是中间的圆圈是镀金的，使用白银20.3克，总重22克。三级光荣勋章为银质，使用白银20.5克，总重22.2克。全部三個級別上的缎带和斯巴斯基塔上的五角星均為红色珐琅涂层。
此勋章使用的章略为橙黄色波纹绸，绶带上有三条等宽的黑色条纹，两边的黑色条纹距离边缘有1毫米，绶带宽24毫米，即乔治丝带的圖案。全部三個級別都使用相同的绶带。
| 一級 | 二級 | 三級 |
| ---- | ---- | ---- |
|      |      |      |
| 章略 |      |      |
|      |      |      |

## 部分獲獎者
以下為光荣勋章的部分獲獎者。詳細名單請參閱光荣勋章獲獎者名單

### 獲得全部三級光荣勋章同時獲得蘇聯英雄稱號者
- 安德烈·瓦西里耶維奇·阿廖申（俄语：Алёшин, Андрей Васильевич）
- 伊萬·格里高利耶維奇·德拉琴科（俄语：Драченко,_Иван_Григорьевич）
- 帕維爾·杜拉賓·赫里斯托夫諾維奇（俄语：Дубинда, Павел Христофорович）
- 尼古拉·伊万諾維奇·庫茲涅佐夫